# آتوماتای کوانتومی سلولی نقطه‌ای
آتاماتای سلولی نقطه کوانتومی (به انگلیسی: Quantum cellular automata به صورت مخفف QCA) نوعی فناوری محاسباتی است که جهت ساخت مدارهای الکتریکی در ابعاد نانو به کار برده می‌شود. این فناوری بر پایه سلول QCA شکل گرفته‌است، هر سلول دارای یک محیط مربعی شکل بوده و درون آن از چهار حفره که در کنار یکدیگر قرار گرفته‌اند تشکیل شده‌است. همچنین سلول QCA دارای دو الکترون اضافی است، که می‌توانند آزادانه بین حفره‌ها حرکت کنند. به‌طور کلی ۶ حالت مختلف برای قرار گرفتن ۲ الکترون در ۴ حفره، امکان‌پذیر است. تمامی این ۶ حالت پایدار نیستند زیرا به دلیل وجود نیروی دافعهٔ کولمبی بین الکترون‌ها، آن‌ها همواره در وضعیتی قرار می‌گیرند که بیشترین فاصله را از یکدیگر داشته باشند. بنا بر این حالت‌های پایدار وقتی برقرارند که حفره‌ها به صورت قطری اشغال شده باشند.
محل قرارگیری این دو الکترون در حفره‌ها با توجه به قانون دافعه کولومب در گوشه‌های مخالف به شکل اریب خواهد بود، که دو ساختار را ایجاد می‌کند. این دو ساختار دو قطب +۱ و -۱ را نمایش می‌دهند که در محاسبات، مقدارهای منطقی ۱ و ۰ را به ترتیب به آن‌ها نسبت می‌دهیم. الکترون‌ها هنگام جایجایی در داخل سلول با یک حرکت غیر خطی بین حفره‌ها تونل می‌رنند. فاصله حفره‌ها معمولاً حدود ۲ نانومتر است. نیروی دافعهٔ کولمبی فقط بین الکترون‌های داخل یک سلول برقرار نیست، بلکه هر سلول نیز بر سلول‌های مجاور تأثیر می‌گذارد. در صورتی که دو سلول در کنار یکدیگر قرار داشته باشند، همواره در وضعیتی قرار می‌گیرند که نیروی دافعهٔ کولمبی به حداقل برسد.
از یک آرایه سلول‌های کنار هم می‌توان مانند یک سیم برای انتشار اطلاعات استفاده کرد. همچنین می‌توان سلول‌ها را به حالت ۴۵ درجه قرار داد. در هر مدار مبتنی بر QCA، یک یا چند ورودی وجود دارد که مقدار آن‌ها ثابت است. همچنین یک یا چند خروجی وجود دارد که با توجه به نوع چینش سلول‌ها و مقدار ورودی‌ها و نیرویی که الکترون‌های مجاور به هم وارد می‌کنند مقدار منطقی ۱ یا ۰ می‌گیرند.

## مزیت استفاده ازتکنولوژیQCA در مدارهای منطقی به جای تکنولوژی‌های سنتی چیست؟
مدارهایی که تحت تکنولوژی CMOS ساخته می‌شوند تفاوت بسیار چشمگیری در مساحت و میزان توان مصرفی نسبت به مدارهای تحت تکنولوژی QCA دارند. بدین معنی که نسبت به مدارهای QCA مساحت بسیار زیادی اشغال می‌کنند و توان مصرفیشان بسیار بسیار بیشتر است. این گونه‌است که QCA با این خصوصیات منحصربه‌فرد تحول بزرگی در حوزه علم کامپیوتر و مدارهای منطقی به حساب می‌آید.
QCA نسبت به CMOS بسیار کوچکتر است حتی ابعاد سلول QCA در حد مولکول یا اتم قابل پیاده‌سازی است. QCA مصرف توان بسیار بسیار پایینی نسبت به CMOS دارد چون نه تنها جریانی در مدار وجود ندارد خازن خروجی هم در مدار نخواهد بود. در بعضی پیاده‌سازی‌های QCA تعامل‌ها مغناطیسی انجام می‌شود و تنها در همین موارد کندتر از CMOS عمل خواهد کرد. با توجه به کندی مدارهای QCA در بعضی پیاده‌سازی‌ها و انتشار منطق از هر دو سمت سیم و گیت‌ها نیاز شدید به clock در آن‌ها احساس می‌شود. QCA ساختارهای ساده ای برای طراحی گیت‌های AND و OR دارد. و توانایی عبور سیم‌ها از روی هم نیز از مزیت‌های این تکنولوژی است. معکوس (Invert) کردن نیز به راحتی با تغییر طول سیم‌ها امکان‌پذیر است. از دیگر معایب QCA کار کردن در دمای زیر ۷۰ درجه کلوین است. Delay بالا و انتشار منطق در دو طرف سیم نیز برای انتخاب این تکنولوژی عامل باز دانده خواهد بود. تحقیقات تخمین می‌زند که فرکانس کاری QCA در محدوده فرکانسی تراهرتز (امواج تراهرتز) خواهد بود ولی در عمل فرکانسی کمتر مشاهده خواهد شد.

## مفهوم Clock در QCA
در مدارهای QCA, Clock در مقایسه با مدارهای سنتی مانند عاملی الکترونیکی است که حرکت اکترونها در داخل سلول را کنترل می‌کند. در واقع نحوه کنترل آن به این صورت است که اگر اطلاعاتی به قسمتی از مدار برسد که باید با چند ورودی دیگر ترکیب شده و خروجی مطلوب را تولید کند، در صورتی که ورودی‌های دیگر دیرتر به آن قسمت مدار برسند، از انتشار اطلاعات در آن قسمت تا رسیدن ورودی‌های دیگر جلوگیری می-کند. بدین ترتیب در واقع وجود Clock باعث ایجاد همزمانی در بخش‌های مختلف مدار می‌شود.
هر Clock چهار فاز دارد:
Switch: این فاز نیروهای مانع حرکت الکترون‌ها در داخل هر سلول شروع به افزایش می‌کند و حرکت الکترونها آرام آرام رو به سختی می‌گراید.
Hold: در این فاز نیروهای مانع حرکت الکترون‌ها در داخل سلول به حد بیشینه خود رسیده و مکان الکترونها ثابت باقی می‌ماند.
Release:در این فاز مقدار نیروی مانع شونده رو به کاهش می‌گذارد و آرام آرام الکترون‌ها آزاد می‌شوند.
Relax: در این فاز سلول هیچ قطبیتی ندارد و الکترون‌ها کاملاً آزادانه در داخل سلول حرکت می‌کنند.

## ساخت و تولید
ساخت مدارهای QCA به‌طور کلی به ۴ دسته تقسیم می‌شود: جزیره فلزی، مولکولی، نیمه‌هادی و مغناطیسی
- جزیره فلزی

اولین تکنولوژی پیاده‌سازی QCA برای عملی کردن آن به عنوان یک موضوع تئوری بود. و به دلیل خواص ساختاریش هیچ‌گاه قصد وتوانایی رقابت با تکنولوژی‌های جدید QCA را نداشته‌است.
این روش به صورت ایجاد سلول‌ها توسط جزایر آلومینیومی است. آزمایش‌های اولیه جزایری با ابعاد میکرو متر داشتند. و به خاطر ابعاد نسبتاً بزرگ جزایر آلومینیومی دمای کاری بسیار پایینی نیاز داشتند تا خواص کوانتومی بروز کند و جابجایی الکترونی قابل مشاهده باشد.
- نیمه‌هادی

QCA نیمه هادی یا حالت جامد از توانایی پیاده‌سازی با ابزارهای موجود ساخت و تولید قطعات CMOS را دارد. اما هنوز تکنولوژی نیمه هادی برای تولید انبوه در ابعاد ۲۰ نانومتر موجود نیست. روشهای لیتوگرافی سریال Solid State QCA را قابل دستیابی کرده ولی هنوز به عمل نرسیده‌است. لیتوگرافی سریال کند، از مشکلات این روش، هزینه بر و نامناسب بودن برای تولید انبوه این سلول هاست. با این حال امروزه برای بیشتر پیاده‌سازی‌های آزمایشی از این روش استفاده می‌کنند.
- مولکولی

یک روش پیشنهادی که هنوز به عمل نرسیده ساختن هر سلول QCA توسط یک مولکول واحد است. مزایای این روش تقارن بینهایت بالای سلول، سرعت بالای سوییچ‌زنی، فشردگی بالای قطعات و ابعاد کوچک، عملی در دمای اتاق و حتی قابلیت تولید انبوه با استفاده از خاصیت خود تولیدی (Self Assembly) مولکول هاست. مسائل تکنیکی مانند انتخاب مولکول مناسب، طراحی رابط بین محیط و مدار برای ورودی و خروجی (interfacing) و تکنولوژی کلاک مورد نیاز در مورد این روش در حال تحقیق است و تولید QCA با این روش به حل آن‌ها بتگی دارد.
- مغناطیسی

QCA مغناطیسی (MQCA) بر پایهٔ ارتباط‌های مغناطیسی بین ذرات نانو استوار است. Qumantum در این روش معنای خود را تقریباً از دست می‌دهد. این روش در دمای اتاق قابل اجرا خواهد بود.